# أعمدة الشرج
الأَعْمِدَةُ الشَّرجِيَّة (بالإنجليزية: Anal columns)‏ أو أَعْمِدَةُ مورغاني (بالإنجليزية: Columns of Morgagni)‏، هي عدد من الطيات العمودية، التي تنتج عن الطوي في الغشاء المخاطي وبعض الأنسجة العضلية في النصف العلوي من تجويف القناة الشرجية. سُميت الطّيات نسبةً إلى جيوفاني باتيستا مورغانيي الذي لديه أيضاً عدد آخر من التسميات التي نُسِبت إليه. 

## روابط خارجية
- صور تشريحية:43:11-0105 في مركز داونستيت الطبي التابع لجامعة نيويورك   - «الحوض الأنثوي: المستقيم»
- درسٌ تشريحي حول pelvis مُعدٌ بواسطة ويسلي نورمان (جامعة جورجتاون). (rectum)